# Овьедо, Педро
Педро Овьедо де Чинандега (исп. Pedro Oviedo de Chinandega, 1792—1842) — центральноамериканский политик, временно исполнявший обязанности Верховного главы Никарагуа (как составной части Федеративной республики Центральной Америки).

## Биография
В 1827 году на территории Никарагуа началась гражданская война, известная как «война Серда и Аргуэльо»: Хуан Аргуэльо летом 1826 года вынудил Законодательную Ассамблею в Леоне избрать себя Верховным главой, но часть делегатов с этим не согласилась и бежала в Гранаду, где провозгласила исполняющим обязанности главы исполнительной власти Педро Бенито Пинеду. В феврале 1827 года Аргуэльо смог устроить восстание в Гранаде, и Пинеда был схвачен, а бежавшие из Гранады в Манагуа члены Гранадской Ассамблеи согласились на возвращение к власти Мануэля Антонио де ла Серры, отстранённого Аргуэльей полтора года тому назад.
В атмосфере политической анархии полковник Клето Ордоньес устроил в Леоне путч и провозгласил себя главнокомандующим вооружёнными силами. 14 сентября 1827 года он сверг Аргуэльо и изгнал его из Никарагуа. Оставив военную власть в своих руках, Ордоньес передал гражданскую власть Педро Овьедо, и поручил муниципалитетам осуществить избрание новых высших должностных лиц. В течение переходного периода управление страной должны были осуществлять правящие хунты Леона и Гранады. Узнав о грядущих выборах, Серда попытался договориться с правительством Овьедо о том, чтобы оно признало его в качестве легитимного главы исполнительной власти, но Овьедо отказался это сделать. Тогда Серда предпринял атаку на Леон, и хотя она была отбита, в декабре восставший гарнизон сверг Ордоньеса и Овьедо.